# Красная книга Чувашской Республики
Красная книга Чувашской Республики — официальный государственный документ, который содержит аннотированный перечень редчайших и находящихся под угрозой исчезновения видов животного и растительного мира в границах территории Чувашии, а также обобщенные сведения о распространении, современном состоянии этих видов, причинах сокращения численности, и мероприятия по их сохранению и воспроизведению. Учреждена в 1992 году.

## История
Красная книга Чувашской Республики была учреждена постановлением Совета Министров Чувашской ССР от 15 мая 1992 года № 174 «Об учреждении Красной книги Чувашской Республики».
В 2001 году была издана 1-я часть 1-го тома Красной книги Чувашской Республики, посвященный растениям и грибам. В неё включены 243 вида и 1 подвид растений и грибов.
12 августа 2010 года приказом Министерства природных ресурсов и экологии Чувашской Республики № 461 был утвержден список животных, занесённых в Красную книгу Чувашской Республики, который зарегистрирован в Министерстве юстиции Чувашской Республики 20 сентября 2010 года (рег. № 674). В подготовке тома о животных в состав Правительственной комиссии были включены специалисты Минприроды Чувашии, Минсельхоза Чувашии, Управления Росприроднадзора по Чувашской Республике, Управления Россельхознадзора по Чувашской Республике, ФГУ "Государственный природный заповедник «Присурский», ГУ «Дирекция ООПТ», Чебоксарского филиала ГБС РАН, а также ведущих ученых ГОУ ВПО «Чувашский государственный педагогический университет им. И. Я. Яковлева», ФГОУ ВПО «Чувашский государственный университет им. И. Н. Ульянова», ФГОУ ВПО «Чувашская государственная сельскохозяйственная академия» и эколого-биологического центра «Караш».
В 2011 году была издана 2-я часть 1-го тома, посвященная животному миру Чувашии. В него включены 290 видов животных (161 вид беспозвоночных и 129 видов позвоночных), в том числе: 72 вида птиц, 35 видов млекопитающих, 17 видов рыб и рыбообразных, 93 — чешуекрылых насекомых, 32 — жесткокрылых, 20 — перепончатокрылых. Эта книга содержит 4 приложения (1 — Перечень объектов живой природы, исчезнувших с территории Чувашской Республики за последние 100 лет; 2 — Перечень объектов живой природы, исключённых из Красной книги Чувашской Республики; 3 — Аннотированный перечень таксонов и популяций животных, нуждающихся в особом внимании к их состоянию в природной среде; 4 — Сведения о находках редких объектов живой природы, сведения о залётах птиц на территорию Чувашской Республики, занесённых в Красную книгу Российской Федерации.
В 2023 году утвержден перечень видов животных подлежащих охране и опубликовано посвященное животным издание Красной книги Чувашской республики.

## Структура
В зависимости от состояния и степени угрозы для популяций видов, занесенных в Красную книгу Чувашской Республики, они были разделены на такие категории: исчезнувшие (0), исчезающие (I), уязвимые (II), редкие (III), неопределенные (IV), недостаточно известные с неопределённым статусом (V), восстановленные (VI).
Выделены следующие категории объектов живой природы и разновидностей почв в Красной книге Чувашской Республики при описании их статуса:
- 0 — по-видимому, исчезнувшие виды (подвиды, популяции) живой природы, разновидности почв;
- I — виды (подвиды, популяции) живой природы, разновидности почв, находящиеся под угрозой исчезновения: таксоны, сохранение которых маловероятно, если факторы, вызвавшие сокращение их численности, будут продолжать действовать. К этой категории относятся таксоны, численность особей которых и численность площадей которых уменьшилась до критического уровня или число местонахождений которых сильно сократилось;
- II — уязвимые виды (подвиды, популяции) живой природы, разновидности почв: таксоны, которым, по-видимому, в ближайшем будущем грозит перемещение в категорию находящихся под угрозой исчезновения, если факторы, вызвавшие сокращение их численности или площадей (для почв), будут продолжать действовать. К этой категории относятся таксоны, у которых численность особей всех или большей части популяций уменьшается вследствие чрезмерного использования, значительных нарушений местообитаний или других изменений среды;
- III — редкие виды (подвиды, популяции) живой природы, разновидности почв: таксоны живой природы, представленные небольшими популяциями, или таксоны почв, занимающие небольшие площади, которые в настоящее время не находятся под угрозой исчезновения и не являются уязвимыми, но рискуют оказаться таковыми. Эти таксоны обычно распространены на ограниченной территории или имеют узкую экологическую амплитуду, либо рассеянно распространены на значительной территории;
- IV — виды (подвиды, популяции) живой природы, разновидности почв с неопределенным статусом: таксоны, которые, очевидно, относятся к одной из предыдущих категорий, но достаточных сведений об их состоянии в настоящее время нет;
- V — восстановленные, восстанавливающиеся, восстановившиеся виды (подвиды, популяции) живой природы, разновидности почв.

## Списки видов
- Список птиц, занесённых в Красную книгу Чувашской Республики